# 버금가온음
버금가온음은 온음계의 여섯 번째 음이다. 장음계의 "라", 단음계의 "파", 장음계에서 2, 3, 6, 7음을 반음 내린 것의 "도"에 해당한다.